# Han på korset, han allena
Han på korset, han allena är en passionspsalm av Johan Ludvig Runeberg från 1857. 
Melodin är enligt Koralbok för Nya psalmer, 1921 en tonsättning från 1551 och samma som till psalmerna Såsom hjorten träget längtar (1819 nr 460), Lyft, min själ, ur jordegruset (1937 nr 339), Lyssna, Sion! Klagan ljuder (1937 nr 249), Trogen var och stadigt lita (1921 nr 611). I senare psalmböcker används en tonsättning gjord 1623 av Johann Hermann Schein, bearbetad 1640 av Johann Crüger, samma melodi som används till psalmen Herre Gud, för dig jag klagar. Finlandssvenska psalmboken (1986) använder en melodi av Johann Balthasar König från 1738. Texten bearbetades av Britt G. Hallqvist 1980.

## Publicerad i
- Svensk Psalmbok för de evangelisk-lutherska församlingarne i Storfurstendömet Finland 1886 med inledning "Jesus Kristus, han allena" som nr 28 under rubriken "Om Kristi lidande och död"
- Metodistkyrkans psalmbok 1896, som nr 135 under rubriken "Kristi lidande och död".
- Hemlandssånger 1891 som nr 82 under rubriken "Högtiderna".
- Svenska Missionsförbundets sångbok 1920 som nr 118 under rubriken "Jesu lidande".
- Nya psalmer 1921, tillägget till 1819 års psalmbok, som nr 519 under rubriken "Kyrkans högtider: Passionstiden".
- Svensk söndagsskolsångbok 1929 som nr 65 under rubriken "Jesu lidande".
- Sionstoner 1935 som nr 193 under rubriken "Passionstiden".
- 1937 års psalmbok som nr 82  under rubriken "Passionstiden".
- Finlandssvenska psalmboken (1943) som nr 44
- Förbundstoner 1957 som nr 91 under rubriken "Guds uppenbarelse i Kristus: Jesu lidande och död".
- Frälsningsarméns sångbok 1968 som nr 609 under rubriken "Högtider - Passionstid".
- Finlandssvenska psalmboken (1986) som nr 74 under rubriken "Fastetiden".
- Den svenska psalmboken (1986) som nr 141 under rubriken "Fastan".